# Château de Machuraz
Le château de Machuraz — localement appelé parfois château d'Artemare — est un château du XVIe siècle remanié au XIXe siècle par Benoît-Joseph Chatron, qui se dresse au lieu-dit Machuraz sur la commune de Vieu dans le département de l'Ain et la région Auvergne-Rhône-Alpes. Il a succédé à une ancienne maison forte qui elle-même a remplacé une ancienne grange et une tour accolée postérieurement à celle-ci.
L'ensemble du domaine et le château en totalité, les portails, les communs, les écuries, le cellier, l'escalier nord et sa fontaine, la maison, le potager, la grille du parc font l’objet d’une inscription au titre des monuments historiques par arrêté du 6 novembre 2006.

## Situation
Le château de Machuraz est situé dans le département français de l'Ain sur la commune de Vieu au lieu dit Machuraz.

## Histoire
Dans la première moitié du XIIe siècle, ce territoire était sans construction aucune et couvert en grande partie de broussailles. Vers 1160, Gui de Graiseu et Aymon, son fils, du consentement de Léotaud de Chavornay, donnèrent aux religieux de Saint-Sulpice tout ce qu'ils y possédaient.
Humbert de Luyrieux, en 1169, Guillaume de Roieu, vers 1172, et Pierre de Saint-Genis, en 1181, leur firent une donation semblable. De bonne heure les moines de Saint-Sulpice reconnurent l'excellence de ce terroir. Ils le complantèrent de vignes et travaillèrent, pendant trois siècles, à créer et à étendre leur vignoble. En 1258, ils acquirent les droits qu'avaient, sur les fonds voisins, Hugues de Mornay et ses frères ; en 1263, ceux d'Emeline, femme de Bernard Ferra ; en 1267 et 1270, ceux d'Hugues Pochet de Don et de Guillaume, seigneur de la Balme en Valromey, chevalier, etc.
Vers cette dernière époque, une grange fut édifiée pour abriter les ouvriers fixés dès lors en permanence sur les lieux ; au XIVe siècle, une tour lui fut adjointe ; au XVe siècle, la grange et cette tour furent remplacées par une maison-forte (domus fortis Machurati) qui, elle-même, fit place, au XVIe siècle, au château (le chasteau de Macheras) qui existe encore.
Ce château et le vignoble de Mâchuraz sont au XIXe siècle la propriété du baron Léon d’Allemagne, alias Dallemagne, petit-fils du général baron Claude d’Allemagne, alias Dallemagne, qui s'illustra sous la République et le Premier Empire.
Il est acheté vers 1875 par Louis Marie Meaudre des Gouttes, magistrat à Lyon, procureur au tribunal de Belley, président du Conseil d'Administration de l'hôpital Saint Luc à Lyon à partir de 1884-1902. Depuis le château reste la propriété de la famille.